# Schlacht am Mincio
Ostrach – Feldkirch – Stockach I – Verona – Magnano – Cassano d’Adda – Bassignana – Frauenfeld – Winterthur – Zürich I – Trebbia – Mantua – Novi – Döttingen - Vlieter – Bergen – Gotthardpass – Teufelsbrücke – Dietikon – Zürich II – Linth – Muotatal – Näfels – Egmont – Castricum - Genola – Wiesloch – Genua – Rheinklingen – Engen – Stockach II –  Meßkirch – Biberach II – Montebello – Marengo – Höchstädt – Oberhausen – Brión – Hohenlinden – Walserfeld – Pozzolo – Kopenhagen – Algeciras I – Algeciras II
Die Schlacht am Mincio (auch bekannt als Schlacht bei Pozzolo) war eine militärische Auseinandersetzung zwischen französischen Truppen unter dem Befehl von General Brune und Habsburgertruppen unter General Bellegarde.
Nachdem nach der Schlacht von Marengo ein Waffenstillstand zwischen Frankreich und Österreich vereinbart worden war, hielten die Österreicher die Linie am Fluss Mincio. Die französische Reservearmee stand inzwischen unter dem Befehl von General Brune, da Napoleon nach Paris abgereist war. Am 25. Dezember griff Brune die österreichische Position an und durchbrach ihre Stellungen. Die Österreicher zogen sich an den Adige zurück. Zwei Tage nach der Schlacht wurde der Waffenstillstand erneuert.
Der Feldmarschall-Lieutenant Kaim wurde schwer verwundet und starb im Februar, auf französischer Seite fiel der Brigadegeneral André Calvin.